# Servicio de monitoreo de medios
Un servicio de monitoreo de medios, servicio de recortes de prensa o servicio de recortes como se conocía en épocas anteriores, proporciona a los clientes copias de contenido de medios, que son de interés específico para ellos y están sujetos a demanda cambiante; lo que proporcionan puede incluir documentación, contenido, análisis u opinión editorial, de manera específica o amplia. Estos servicios tienden a especializar su cobertura por tema, industria, tamaño, geografía, publicación, periodista o editor. 
Las fuentes impresas, que podían controlarse fácilmente, se expandieron enormemente con la llegada de la telegrafía y el cable submarino a mediados y finales del siglo XIX; los diversos tipos de medios ahora disponibles proliferaron en el siglo XX, con el desarrollo de la radiofonía, la televisión, la fotocopiadora y la World Wide Web. Aunque el monitoreo de medios se usa generalmente para capturar contenido u opinión editorial, también se puede usar para capturar contenido publicitario.
Los servicios de monitoreo de medios se han denominado de manera diversa a lo largo del tiempo, a medida que nuevos actores ingresaron al mercado, se crearon nuevas formas de medios y se desarrollaron nuevos usos del contenido disponible. Un grupo existente puede proporcionar tal servicio de monitoreo, en lo que se refiere a su propósito principal, mientras que una agencia de monitoreo generalmente lo proporciona como su negocio principal. Los términos alternativos para estos servicios de monitoreo, así como la información que brindan, incluyen:
- Prensa clipping servicio o agencia
- Medios de comunicación agencia o servicio tajantes
- Servicio de logística de la información
- Inteligencia de medios de comunicación
- Servicios de información de los medios de comunicación

## Historia
Dado que los medios de comunicación tradicionalmente se limitaban únicamente a los medios impresos, nnaturalmente, el seguimiento también se limitó a estos medios. La primera agencia de recortes de prensa del mundo fue establecida en Londres en 1852 por un quiosco polaco llamado Romeike. Actores, escritores, músicos y artistas visitaban su tienda para buscar artículos sobre ellos mismos en sus acciones de Continental. Fue entonces cuando Romeike se dio cuenta de que podía convertir esto en un negocio rentable.
Una agencia llamada "L'Argus de la presse" fue establecida en París en 1879 por Alfred Cherie, quien ofreció un servicio de recortes de prensa a los actores parisinos, permitiéndoles comprar reseñas de su trabajo en lugar de comprar el periódico completo. 
A medida que se introdujeron la radio y más tarde la transmisión de televisión en el siglo XX, las agencias de recortes de prensa comenzaron a expandir sus servicios al monitoreo de estos medios de transmisión, y esta tarea se vio facilitada en gran medida por el desarrollo de sistemas comerciales de grabación de cintas de audio y video en los años cincuenta y cincuenta 1960. Con el crecimiento de Internet en la década de 1990, el servicio de monitoreo de medios extendió sus servicios al monitoreo de fuentes de información en línea utilizando nuevas tecnologías de búsqueda y escaneo digitales para proporcionar resultados de interés para sus clientes. 
Luego, en 1998, el ahora desaparecido sitio web WebClipping fue la primera empresa en comenzar a monitorear los medios de noticias basados en Internet, lo que llevó a la industria a rastrear noticias digitales rápidamente.
Normalmente, clientes individuales u organizacionales, por ejemplo empresas privadas y corporaciones, organizaciones benéficas, departamentos gubernamentales y ministerios: se suscribirán a un servicio de monitoreo de medios para realizar un seguimiento de lo que se dice sobre ellos, su campo de operaciones, sus competidores u otros temas de interés específicos.

## Industria
La industria de monitoreo de noticias brinda a las agencias gubernamentales, corporaciones, profesionales de relaciones públicas y otras organizaciones acceso a información de noticias creada por los medios. Por lo general, al monitorear el contenido impreso, de transmisión e Internet en busca de cualquier mención de temas específicos de interés, una empresa de monitoreo de noticias analizará y proporcionará comentarios a su cliente en forma de recortes de prensa, informes de monitoreo y análisis de medios.

## Evolución
De un servicio de corte y clip, el recorte de medios hoy se ha expandido para incorporar tecnología con información. Los clientes de monitoreo de medios ahora pueden optar por incluir impresión, transmisión y en línea para capturar toda su exposición en los medios. Si bien esta tecnología ha permitido automatizar parte del proceso, muchas agencias de monitoreo de medios aún ofrecen los servicios de profesionales capacitados para revisar y validar los resultados.
La prestación de servicios ocurre en tres frentes. Los clientes pueden obtener sus clips impresos originales a través de medios tradicionales (correo / entrega al día siguiente) o pueden optar por la entrega digital. La entrega digital permite al usuario final recibir por correo electrónico todas las noticias relevantes de la empresa, la competencia y la industria diariamente, con actualizaciones a medida que se presentan. Las mismas noticias también pueden indexarse (según lo permitan las leyes de derechos de autor) en una base de datos de búsqueda para que los suscriptores accedan a ella. Otra opción de este servicio es el autoanálisis, donde los datos se pueden ver y comparar en diferentes formatos.
Toda organización que utiliza relaciones públicas también utiliza invariablemente el seguimiento de noticias. Además de rastrear su propia publicidad, generada por ellos mismos o de otra manera, los clientes de monitoreo de noticias también usan el servicio para rastrear la competencia o las tendencias o legislación específicas de la industria, para construir una base de contacto de reporteros, expertos, líderes para referencia futura, para auditar la efectividad. de sus campañas de relaciones públicas, para verificar que los mensajes de relaciones públicas, marketing y ventas estén sincronizados y para medir el impacto en su mercado objetivo. Las agencias municipales, estatales y federales utilizan los servicios de monitoreo de noticias para mantenerse informados en regiones que de otra manera no podrían monitorearse por sí mismas y para verificar que la información pública difundida sea precisa, accesible en múltiples formatos y disponible para el público. Algunos servicios de monitoreo se especializan en una o más áreas de recorte de prensa, monitoreo de radio y televisión o rastreo de Internet. La mayoría de los servicios de seguimiento de noticias también ofrecen análisis de medios.
Las compañías de monitoreo de noticias de televisión, especialmente en los Estados Unidos, capturan e indexan el texto de los subtítulos cerrados y buscan referencias de clientes. Algunas empresas de monitoreo de TV emplean monitores humanos que revisan y resumen el contenido del programa; otros servicios se basan en programas de búsqueda automatizados para buscar e indexar historias.
Los servicios de monitoreo de medios en línea utilizan software automatizado llamado araña web o robots (bots) para monitorear automáticamente el contenido de las fuentes de noticias en línea gratuitas, incluidos periódicos, revistas, diarios comerciales, estaciones de televisión y servicios de distribución de noticias. Los servicios en línea generalmente proporcionan enlaces, pero también pueden proporcionar versiones de texto de los artículos. El servicio de monitoreo en línea puede verificar o no la precisión de los resultados. La mayoría de los periódicos no incluyen todo su contenido impreso en línea y algunos tienen contenido web que no aparece impreso.
En los Estados Unidos, existen asociaciones comerciales formadas para compartir las mejores prácticas que incluyen la Conferencia Norteamericana de Servicios de Recortes de Prensa y la Asociación Internacional de Monitores de Transmisión.

## Lengua y medios de comunicación: los grandes retos
En los países de habla inglesa, el servicio de seguimiento, recopilación y difusión de los medios es bastante simple y la mayoría de las organizaciones que utilizan Relaciones Públicas también utilizan el seguimiento de los medios. Sin embargo, en países con múltiples idiomas y dialectos, el desafío de recopilar datos localmente y difundirlos en un idioma de negocios traducido (generalmente inglés) es una tarea abrumadora. La situación en otros países multilingües no es diferente.
El segundo gran desafío para la logística de la información es el creciente número de medios y tipos de medios. Por ejemplo, en un país como India, hay más de 50.000 publicaciones impresas registradas, más de 250 canales de televisión, un número creciente de sitios de Internet relevantes y varios cientos de blogs nuevos que deben capturarse todos los días. Varios de estos deben traducirse para un 'heads-up' y el análisis debe ser constante y en tiempo real.

### Ejemplos ilustrativos
Un autor que publicó recientemente un libro y que tiene un gran interés en rastrear qué tan bien es recibido por los críticos puede contratar un servicio de monitoreo de medios. El servicio contará con un método mediante el cual extraerán cualquier información sobre el autor y su libro de revistas, programas de radio, programas de televisión recién impresos, etc. El autor recibirá un paquete impreso de recortes, es decir, las páginas de las revistas y periódicos relacionados con él y su libro. También pueden recibir grabaciones de críticas de radio, programas de televisión, etc., que se refieren a su libro.
La mayoría de las empresas y corporaciones importantes se suscriben a servicios de monitoreo de medios para realizar un seguimiento de cualquier informe o comentario en los medios. Una empresa de comida rápida, por ejemplo, recibiría resúmenes de cobertura y / o copias de material extraído de una amplia gama de fuentes, incluidos informes de noticias de radio y televisión, comentarios en programas de radio y televisión, columnas de opinión / comentarios de periódicos, artículos de revistas y blogs de Internet.
El material recopilado incluiría cualquier elemento de medios que se relacione con las operaciones comerciales de la empresa, su reputación corporativa o su imagen en los medios. Esto incluiría informes o discusiones sobre la industria de la comida rápida en general, y cualquier elemento de los medios que mencione específicamente a la empresa, sus clientes y proveedores, sus competidores o grupos de interés relacionados u otros temas de interés específicos, como regulaciones alimentarias / sanitarias.

### Grupos comerciales
La Asociación Internacional de Monitores de Radiodifusión (IABM) es una asociación comercial mundial formada por servicios de recuperación de noticias que registran, monitorean y archivan fuentes de noticias de transmisión, incluidas televisión, radio e Internet. Actúa como un "centro de intercambio de información" o "foro" para la discusión de temas de interés colectivo y actúa como una voz unida para la industria de monitoreo de noticias.

### Organización profesional
FIBEP (Federation Internationale des Bureaux d’Extraits de Presse / Federación Internacional de Servicios de Recortes de Prensa) es una organización profesional de seguimiento de medios. La FIBEP se estableció en 1953 en París y tiene cerca de 100 miembros de 44 países. Cada 18 meses, los miembros de los miembros de la FIBEP organizan un Congreso FIBEP de tres días. En grupos de trabajo, talleres, informes y círculos de discusión, los miembros discuten las tendencias del mercado.
La agencia de monitoreo de medios, PR 24x7 es una de las más antiguas. En 2020 su cobertura alcanza a más de 18 estados en India.

## Casos legales
En 2012 se desarrollaron dos casos paralelos, uno en los Estados Unidos y otro en el Reino Unido. En cada caso, la legalidad de las copias temporales y el servicio de monitoreo de medios en línea ofrecido a los clientes estaba en disputa. Básicamente, los dos casos cubrieron el mismo problema (recortes de prensa mostrados a clientes en línea) y con el mismo acusado, Meltwater Group. El demandante difirió, siendo una sociedad de recopilación de derechos de autor del Reino Unido (Reino Unido) en lugar de Associated Press (EE. UU.), Pero por motivos paralelos.
La actividad fue declarada ilegal en los Estados Unidos (según la doctrina del "uso justo"). En el Reino Unido, según las leyes de derechos de autor del Reino Unido y la UE, los proveedores de servicios necesitan una licencia. Los usuarios también tienen licencia. Si los usuarios solo vieron la fuente original sin obtener un título o fragmento o imprimir el artículo, esto no es una infracción, y las copias temporales para permitir un propósito legal son legales en sí mismas, pero en la práctica los servicios para empresas no funcionan de esta manera.

## Lectura adicional
- Popp, Richard K. (2014). «Information, Industrialization, and the Business of Press Clippings, 1880–1925». Journal of American History 101 (2): 427-453. doi:10.1093/jahist/jau373.